# Les Ennuis de monsieur Travet
Pour plus de détails, voir Fiche technique et Distribution.
Les Ennuis de monsieur Travet (Le miserie del signor Travet) est un film italien réalisé par Mario Soldati, sorti en 1945.

## Synopsis
M. Ignazio Travet est un fonctionnaire royal dans le Turin de la fin du XIXe siècle. Il travaille comme commis dans le même bureau depuis 33 ans. Bien qu'il soit un homme attentif et scrupuleux au travail, il n'a jamais obtenu de promotion depuis tant d'années en raison de l'animosité injustifiée du chef de section à son égard. Travet est un homme doux et soumis et n'ose jamais se rebeller, même à la maison où sa seconde épouse, Rosa, encore jeune et belle, ne manque jamais une occasion de le maltraiter et de le faire souffrir pour ses ambitions.
Dans la vie de Travet, cependant, entre accidentellement un commendatore, son supérieur, qui va apporter une nouvelle misère dans la maison des Travet. L'histoire principale est entrelacée avec celle d'un enquiquineur mémorable, joué par Sordi, et celle des fiançailles contrariées de la fille de Travet, Marianin, avec un jeune homme que Rosa, la femme de Travet, considère comme étant d'extraction sociale inférieure, parce qu'il est le fils d'un boulanger. Mme Travet se laisse courtiser par le commendatore et Travet, en réaction, se rebelle contre les insinuations de ses collègues et est renvoyé. Faisant taire ses préjugés, il s'adapte pour travailler dans une boulangerie.

## Fiche technique
- Titre original :  Le miserie del signor Travet
- Titre français : Les Ennuis de M. Travet
- Réalisation : Mario Soldati
- Scénario : Aldo De Benedetti, Tullio Pinelli et Carlo Musso d'après la pièce Le miserie 'd Monsù Travet de Vittorio Bersezio
- Musique : Nino Rota
- Photographie : Massimo Terzano
- Montage : Gisa Radicchi Levi
- Production : Marcello D'Amico
- Société de production : Pan Film
- Société de distribution : Lux Film (Italie)
- Pays :  Royaume d'Italie
- Genre : Comédie
- Durée : 100 minutes
- Dates de sortie : 
  - Royaume d'Italie : 15 décembre 1945

## Distribution
- Carlo Campanini : Monsieur Ignazio Travet
- Vera Carmi : Madama Rosa Travet
- Paola Veneroni : Marianin Travet
- Pierluigi Veraldo : Carluccio Travet
- Laura Gore : Brigida
- Gino Cervi : le commandant Francesco Battilocchio
- Luigi Pavese : le chef de section
- Mario Siletti : Môtôn
- Michele Malaspina : Rusca
- Gianni Agus : Velan
- Domenico Gambino : Monsieur Giachetta
- Enrico Effernelli : Paôlin
- Alberto Sordi : Camillo Barbarotti
- Carlo Mazzarella : Paglieri, le notaire
- Felice Minotti : Giuan, le premier huissier
- Ernesto Collo : le second huissier

## Distinctions
Le film a été présenté en sélection officielle en compétition au Festival de Cannes 1946.